# Daniel Sesma
Daniel Sesma (Pamplona, 20 luglio 1984) è un ex ciclista su strada spagnolo, professionista dal 2008 al 2011.

## Carriera
Accede al professionismo nel 2008 con il team basco Orbea, passando dopo due stagioni all'Euskaltel-Euskadi. Ha ottenuto un solo successo da professionista: una tappa della Vuelta a Navarra nel 2008.

## Palmarès
- 2008

1ª tappa Vuelta a Navarra

## Piazzamenti

### Grandi Giri
- Giro d'Italia

2011: 149º